# Rosângela Lopes
Rosângela Teresa E. Rosàrio Lopes (sinh ngày 14 tháng 3 năm 1979) là một cầu thủ bóng rổ nữ của Cabo Verde.